# Чай-Халє
Чай-Халє (перс. چاي خاله) — село в Ірані, у дегестані Шандерман, у бахші Шандерман, шагрестані Масал остану Ґілян. За даними перепису 2006 року, його населення становило 66 осіб, що проживали у складі 15 сімей.

## Клімат
Середня річна температура становить 11,82°C, середня максимальна – 26,54°C, а середня мінімальна – -3,23°C. Середня річна кількість опадів – 470 мм.
| Клімат поселення                              | Клімат поселення | Клімат поселення | Клімат поселення | Клімат поселення | Клімат поселення | Клімат поселення | Клімат поселення | Клімат поселення | Клімат поселення | Клімат поселення | Клімат поселення | Клімат поселення | Клімат поселення |
| Показник                                      | Січ.             | Лют.             | Бер.             | Квіт.            | Трав.            | Черв.            | Лип.             | Серп.            | Вер.             | Жовт.            | Лист.            | Груд.            |                  |
| Середній максимум, °C                         | 9,11             | 8,34             | 10,12            | 14,85            | 20,08            | 24,68            | 26,54            | 26,23            | 21,87            | 18,83            | 12,97            | 9,58             |                  |
| Середня температура, °C                       | 3,32             | 2,54             | 4,32             | 9,08             | 14,29            | 18,91            | 22,10            | 21,80            | 17,42            | 14,40            | 8,53             | 5,14             |                  |
| Середній мінімум, °C                          | −2,47            | −3,23            | −1,45            | 3,28             | 8,51             | 13,12            | 17,67            | 17,36            | 12,99            | 9,96             | 4,10             | 0,71             |                  |
| Норма опадів, мм                              | 38               | 36               | 57               | 58               | 41               | 19               | 12               | 17               | 35               | 55               | 46               | 56               |                  |
| Середньомісячна швидкість вітру, м/с          | 2.10             | 2.44             | 2.50             | 2.64             | 2.21             | 2.10             | 2.42             | 2.21             | 1.84             | 2.00             | 2.02             | 1.95             |                  |
| Середньомісячна сонячна радіація, кДж/м²·день | 7189             | 9653             | 11859            | 16117            | 19872            | 22700            | 23425            | 19967            | 16584            | 11596            | 8793             | 6860             |                  |
| --------------------------------------------- | ---------------- | ---------------- | ---------------- | ---------------- | ---------------- | ---------------- | ---------------- | ---------------- | ---------------- | ---------------- | ---------------- | ---------------- | ---------------- |
| Джерело:                                      |                  |                  |                  |                  |                  |                  |                  |                  |                  |                  |                  |                  |                  |